# 울티마 III: 엑소더스
《울티마 III: 엑소더스》는 오리진 시스템스가 제작한 1983년 롤플레잉 비디오 게임이다. 《울티마》 시리즈의 세 번째 본편 게임이자 《울티마 I》로 시작한 '어둠의 시대' 3부작의 마지막 작품이다. 애플 II로 최초로 개발돼 1983년 8월 23일 출시됐다.
《울티마 III》의 악당은 《울티마 I》의 몬데인과 《울티마 II》의 미낵스 사이에서 태어난 자식 '엑소더스'로, 플레이어 캐릭터가 그의 손아귀에서 소서리아를 구하기 위해 모험을 떠나는 내용을 다뤘다. 《울티마 III》는 게임 내에 애니메이션을 도입하는 등 전작들로부터 향상된 그래픽을 탑재했으며 시리즈 최초로 음악을 추가했다. 그 외에 세계탐험과 파티구성의 활용도를 높혔다.
발매 후 《울티마 III》는 아타리 ST, 아미가, FM-7 등 10종이 넘는 서양 및 일본제 컴퓨터 플랫폼으로 이식됐다. 1987년에는 포니 캐년이 개발한 패밀리 컴퓨터판 리메이크가 발매됐다.

## 흥행
《울티마 III》의 집계 판매량은 1986년 8월 기준으로 10만 장 이상, 1990년 기준으로 12만 장 이상이었다.

## 참조

### 주해
1. ↑  영어: Ultima III: Exodus